# Museu Arqueològic del Teatre Romà
El Museu Històric de Sagunt acull les col·leccions i les troballes procedents de la ciutat de Sagunt, a la província de València (Espanya); els seus fons s'han vist enriquits per les excavacions arqueològiques dutes a terme en aquest territori.

## Història
El primer museu saguntí va ser fundat entre 1787 i 1792 per Enrique Pals i Navarro, per albergar les inscripcions ibèriques i romanes de la ciutat; aquest modest local propietat de l'Ajuntament va ser batejat com a 'Casa de les Pedres'.
En 1860, Vicent Boix i el cronista Chabret Fraga agregar a la col·lecció epigràfica alguns elements arquitectònics, trobats tant al Castell com a la ciutat, conformant el Conjunt Monumental. Va ser a la plaça d'Armes del Castell on en 1925 es constituïa el Museu d'Història Militar, que albergava els materials procedents de les excavacions realitzades.
El 1962, la Delegació de Regions Devastades declarava al Museu, adossat al Teatre Romà, Monument Històric Artístic. El conjunt museístic incloïa no només les dependències del Museu Arqueològic sinó també el recinte del Teatre i els magatzems del Museu Militar del Castell.
El trasllat de les col·leccions es va determinar en 1990, quan es va enfonsar parcialment la coberta del Museu Arqueològic. No obstant això, fins al 2007 no es va produir el condicionament de la seva nova ubicació, la Casa del Mestre Penya, un edifici situat a la Jueria que data dels segles xiv i xv. A causa de la petita grandària de les sales. Les primeres dades arqueològiques que ofereix l'emplaçament responen a estructures iber-romanes. També, s'han trobat restes arqueològiques que corroboren l'existència d'un cementiri islàmic del segle xi.
L'estructura de l'edifici, formada en planta baixa per un sistema d'arcs apuntats i en planta alta per una seqüència de murs de càrrega, està vinculada al seu ús com a llotja o almodí. Les restes del paviment original i del farcit d'anivellament fan datar la seva construcció al segle xiv. Des d'aquest moment han tingut lloc diferents modificacions tant en la seva estructura com en la seva funcionalitat.

## El museu en l'actualitat
El Museu Arqueològic de Sagunt és de titularitat estatal i té la gestió transferida a la Generalitat Valenciana.
L'actual museu, de titularitat estatal, ofereix una visió general de l'arqueologia de Sagunt, des del període Eneolític fins a l'Edat Mitjana, dividint en dues plantes l'edifici: la planta baixa s'organitza en tres estances dedicades en primer lloc als quatre segles d'història arqueològica de Sagunt, des del col·leccionisme a les excavacions sistemàtiques. A continuació es dedica un espai a la romanització de la ciutat, per donar pas a la visió d'una Sagunt imbuïda plenament en la vida romana. Una maqueta i un audiovisual completen el recorregut.
El primer pis acull el material relacionat amb l'economia saguntina i els seus contactes amb la Mediterrània.

### La prehistòria saguntina
Són escasses les troballes relacionades amb aquest període. No obstant això cal destacar alguns materials procedents de la Cova de Picaio i del Pic dels Corbs : comptes en os i pedra, materials ceràmics fets a mà i diferents estris realitzats en sílex. Els materials han datat la cronologia més antiga d'aquest territori en el 2000 aC.

### Època iberoromana
És la col·lecció amb més abundant material, recollida a la planta baixa del museu. El turó del Castell constituir la seu de l'Arse edetana, exercint un important paper en els esdeveniments bèl·lics de l'època.
Les excavacions dutes a terme al jaciment dels Tres Pouets han proporcionat gran quantitat de materials datats en el segle iv aC. La ciutat ibèrica va ser un punt d'arribada de productes importats de la Mediterrània durant els segles VI i V aC, com es pot apreciar a la sala del segon pis del museu, relativa a les relacions amb fenicis, jonis i àtics. La ceràmica ibèrica ofereix una gran varietat, i les seves composicions corresponen a l'estil narratiu Oliva-Llíria. Una de les peces més importants que acull el museu és l'escultura en pedra del "Toro Ibèric".
La col·lecció de ceràmica, tant importada com romana, és la més reconeguda del museu. A les vitrines es poden apreciar mostres d'aquestes produccions, des de copes jònies del segle vi aC fins a ceràmica sigil·lada imperial. La ceràmica de parets fines és molt abundant i de gran qualitat a Sagunt.
Les àmfores també ofereixen una àmplia gamma referida no només als centres de producció sinó també als productes envasats i a les marques, destacant les àmfores ibèriques de producció local, les iberopúniques i les pròpiament romanes. També són nombrosos a la ciutat els exemplars d'àncores i ceps d'època romana.

### Arquitectura i escultura
La col·lecció arquitectònica del Conjunt Monumental mostra l'important desenvolupament edilici de la ciutat. Els elements més destacats són dos carreus d'un entaulament dòric decorats de tríglifs i mètopes amb caps de toros i pàteres amb umbo.
La peça més rellevant del conjunt d'escultures exemptes en marbre és un cap femení d'estil hel·lenístic amb una forta tradició clàssica. Dins de l'estatuària romana, és la peça més antiga del museu.

### Lapidarium
La gran col·lecció epigràfica que alberga el museu constitueix el millor lapidari llatí de la Comunitat Valenciana, comprenent el marc cronològic des d'època republicana fins al Baix Imperi.